# 井森美幸
井森美幸（1968年10月26日—），日本女藝人、歌手。本名相同。群馬縣甘樂郡下仁田町出身。Horipro所屬。第9屆Horipro藝人發掘商隊得主。身高160cm。A型血。未婚。獨生女。

## 生平
堀越高等學校畢業。1984年（昭和59年），當時15歲的井森美幸參加第9屆Horipro藝人發掘商隊從12萬人中脫穎而出（參賽者還有包括鈴木保奈美、相原勇）。1985年4月21日，作為偶像歌手從Canyon Record出道。而她的出道歌曲《眼中的誓言》被選為獅王商品「Ban16」的廣告歌曲，並且本人在廣告影片中演出。她的宣傳標語是「井森美幸16歳，還沒有歸誰所有」。其單曲首次亮相時就登上第32名的最高紀錄，並獲得大都會歌謠祭新人綠寶石獎佳獎。此外，跟井森同期的有本田美奈子.、森川美穗、中山美穗、芳本美代子、齊藤由貴、南野陽子、森口博子、淺香唯、松本典子、森下惠理、佐野量子、小貓俱樂部。
1986年，出道第二年，被選為主演電視劇《這不是遊戲，而是愛》。由於被大力宣傳為Horipro的偶像，但並沒有萌芽成為偶像歌手。此外，電視劇插入曲因此銷量大幅下滑。

2007年9月19日，推出首張個人專輯。標題是從廣播節目負責人中進行招募。
2008年5月12日，在TBS電視劇《再婚一直線！》演出。這是自1986年電視劇的這不是遊戲，而是愛》以來，睽違22年的二度主演。
2008年12月10日，與中山秀征一起被任命為「群馬大使」，一起為家鄉群馬縣進行宣傳。

## 人物
- 職業棒球愛好者和狂熱的高中棒球迷。
- 基本上，沒有一項是工作中讓她NG的[5]。
- 不擅長游泳[6]。
- 特長：撕破雜誌、讓馬睡覺[2]。
- 擁有普通汽車執照[7]、普通機車執照[8]免許。
- 與藝人荻野目洋子、森口博子從堀越高等學校時代開始有不錯的交情。

## 演出

### 綜藝節目
※截止到2021年，沒有每週作為常駐演出出現，但作為綜藝偶像在客串時段中是有益的。

#### 現在
定期演出節目
- 已是午間了！（日本電視台）－在節目單元中，與對手伊藤麻子、河北麻友子一起以進行介紹。
- 日本大國民（讀賣電視台）- 群馬縣民代表。主要與同鄉出身的中山秀征不定期交替。
- 奧斯卡！花之週五大調查（朝日電視台）
- 漫步星期六 有吉君的正直散步（富士電視台）－在女性藝人中出場次數最多。
- 每個人的競馬（富士電視台）
- 馬好王國 ～UmazuKingdom～（富士電視台）
- （富士電視台）
- （富士電視台）
- 職業棒球新聞（富士電視台ONE）－週六主持人與梅田淳隔週交代演出。

不定期演出節目
- 改變人生的一分鐘深刻佳話（日本電視台）
- 櫻井·有吉 THE夜會（TBS）
- 可以讓我出川哲朗充電嗎？（東京電視台）

- 潛在能力測驗（富士電視台）

過去
常駐節目
- 富士電視台
  - 郁惠的今天該如何做？－週一常駐
  - 郁惠、井森的御料理BAN！BAN！
  - 郁惠、井森的熟食×熟食廚房

- 朝日電視台
  - Pao-Pao Channel
  - OH！L俱樂部
  - （主持人）

- TBS電視網
  - TBS
    - Quiz Derby（1988年2月－1992年6月）－第9代2小時段常駐
    - －週四時事評論員

  - MBS
    - 星期日也幹勁十足（1987年10月，1989年4月2日）

- 日本電視台
  - 11PM
  - 猜謎世界SHOW by!!（1994年9月－1996年9月）
    - 新裝開店！SHOW by!!
    - 新裝開店！SHOW by 2

  - 天才·北野武的獲得精神電視!!（1988年1月－1989年11月）
  - 禁斷！井森帝國（1989年－1990年）

- 東京電視台
  - 德光和夫的情報Spirits－主持人
  - （2008年4月5日－2013年3月30日）－第4代主持人

- 其它電視台
  - 文化SHOwQ ～21世紀電視檢定～（2008年4月－，神奈川電視台）－主持人。2007年度也僅作為嘉賓出現過一次。

準常駐及不定期演出
- 富士電視台
  - 跳躍門
  - 爆笑紅地毯

- TBS
  - 烏賊大人☆章魚大人

- 朝日電視台
  - 火焰挑戰者
  - Oh！Doya面對峰會
  - 阿Q猜謎王
  - 珍奇百景鑑定團

- 其它電視台
  - （日本電視台）
  - （NHK）

其它
- 富士電視台
- 模仿寶座決定戰
- 明星秘密報告－作為記者演出｡

- 其它電視台
  - SUPER QUIZ SPECIAL（日本電視台）
  - 國民全體參加的猜謎秀！猜謎戰鬥47（QB47) 宅 ...（NHK）
  - （TBS）

### 電視劇
TBS
- 第16部「#28 」（1986年）－
- 這不是遊戲，而是愛（日语：遊びじゃないのよ、この恋は）（1986年）
- 電視劇23（日语：ドラマ23）
  - （1988年）
  - （1988年）
  - 原色戀愛圖鑑（1989年）－主演
- 週三電視劇（日语：水曜ドラマ (TBS)） 疑惑的家族（日语：疑惑の家族）（1988年）－冬木貴惠
- 戲劇性22（日语：ドラマチック22） （1989年）－主演
- （1990年）[1]
- 時間到囉（日语：時間ですよ）殺人事件（1990年）
- 哥哥的選擇（日语：お兄ちゃんの選択）（1994年）
- 再婚一直線！（日语：再婚一直線!）（2008年）－栗林和〈主演〉
- 原來是美男（2011年）－櫻庭茂子

朝日電視台
- 第37話（1987年）－
- 大都會25時（日语：大都会25時） 第3話（1987年，與東映共同製作）
- 北野武的淺草小子 青春奮鬥篇（1988年）
- 橫溝正史傑作懸疑 女王蜂（日语：女王蜂 (横溝正史)）（1990年）

富士電視台
- 週一電視劇園地（日语：月曜ドラマランド） 各位同學！（日语：生徒諸君!#1987年版）（1987年）
- 同級生13歳（日语：同級生は13歳）（1987年）
- 週四劇場
  - 我想要你（日语：あなたが欲しい (テレビドラマ)）（1989年）
  - 往日戀曲（日语：過ぎし日のセレナーデ）（1989年）
- 別了，李香蘭（日语：さよなら李香蘭）（1989年）
- （1989年）
- 燦爛的季節（日语：輝く季節の中で）（1995年）
- 週五娛樂（日语：金曜エンタテイメント） 殺人美容室（1998年）

日本電視網
- 日本電視台
  - （1988年）
  - 我想見你（日语：会いたくて (テレビドラマ)）（1989年）－村上七重
  - 暑假別墅故事（1989年）－主演
  - 花燃燒的日子 -野心國度 第二部-（日语：野望の国）（1990年）
  - 幸福的王子（日语：幸福の王子 (テレビドラマ)）（2003年）

- 讀賣電視台
  - 新聞龍虎榜（日语：ニュースなあいつ）（1992年）
  - 刑警黑川鈴木（日语：デカ 黒川鈴木） 第11話（2012年）－田原美鈴

其它電視台
- OH！廚房家族（1988年，東京電視台）

### 電影
東映
- 社葬（日语：社葬 (映画)）（1989年）－金谷美津枝
- （1989年）－中島和子

其它
- 香港天堂（日语：香港パラダイス）（1990年，東寶）－電視主播
- 愛的流通中心（2008年，ASTEER）－本人〈客串〉
- 假髮大作戰（日语：かずら (映画)）（2010年，KLOCKWORX（日语：クロックワークス））－豐田麻美

### 舞台
- （1998年）

### 廣播節目
日本放送
- 井森美幸 夢色飛行船
- －週五節目助理

文化放送
- （文化放送）－節目助理

TBS廣播
- －節目助理

bayfm
- BAY LINE 7300（日语：BAY LINE 7300）－週五常駐
- BAY LINE GO！GO！（日语：BAY LINE GO!GO!）－週五常駐
- 井森美幸與森久保祥太郎的The BAY☆LINE（日语：The BAY☆LINE）

其它電台
- 井森美幸的Afternoon Breeze（日语：アフタヌーン・ブリーズ）（TOKYO FM）

### 廣告
- 好侍食品 （1985年）
- UHA味覺糖 （1988年－1990年）
- KOSÉ
- 獅王『Ban16（日语：Ban (制汗デオドラント)）』（1985年）
- 富士軟片 富士彩色（1989年－1990年）
- 鈴木

『Sepia』（1989年）
『鈴木Alto』（1990年－1992年）
- 日清食品 『日清咚兵衛』（1990年－1994年，與菊池桃子共演）
- 地球製藥（日语：アース製薬） （1992年－）

### 遊戲
- 現子麻將 ～作弊流浪記～（2008年，任天堂DS、Wii遊戲軟體，Success）－聲音演出[9]

## 音樂作品

### 單曲
| 枚數          | 發行日期       | A/B面         | 單曲名稱（日文名稱） | 作詞          | 作曲          | 編曲          | 規格編號         |
| Canyon Record | Canyon Record  | Canyon Record | Canyon Record        | Canyon Record | Canyon Record | Canyon Record | Canyon Record    |
| ------------- | -------------- | ------------- | -------------------- | ------------- | ------------- | ------------- | ---------------- |
| 1             | 1985年 4月21日 | A面           | 眼中的誓言（）       | 康珍化        | 林哲司        | 萩田光雄      | 7A-0482          |
| 1             | 1985年 4月21日 | B面           |                      | 康珍化        | 林哲司        | 新川博        | 7A-0482          |
| 2             | 1985年 7月17日 | A面           | 99粒淚水（99粒の涙）         | 康珍化        | 林哲司        | 萩田光雄      | 7A-0506          |
| 2             | 1985年 7月17日 | B面           |                      | 康珍化        | 林哲司        | 萩田光雄      | 7A-0506          |
| 3             | 1985年 10月5日 | A面           |                      | 神澤禮江      | 林哲司        | 萩田光雄      | 7A-0521          |
| 3             | 1985年 10月5日 | B面           |                      | 鈴木博文      | 萩田光雄      | 萩田光雄      | 7A-0521          |
| 4             | 1986年 2月5日  | A面           |                      | 神澤禮江      | 龜井登志夫    | 萩田光雄      | 7A-0556          |
| 4             | 1986年 2月5日  | B面           |                      | 佐藤有栖      | 伊藤薰        | 飛澤宏元      | 7A-0556          |
| 5             | 1986年 6月21日 | A面           |                      | 松井五郎      | 後藤次利      | 後藤次利      | 7A-0592          |
| 5             | 1986年 6月21日 | B面           |                      | 松井五郎      | 後藤次利      | 後藤次利      | 7A-0592          |
| Pony Canyon   |                |               |                      |               |               |               |                  |
| 6             | 1989年 5月21日 | A面           |                      | 吉澤久美子    | 後藤次利      | 後藤次利      | 6A-1015 S9A-1020 |
| 6             | 1989年 5月21日 | B面           |                      | 吉澤久美子    | 小池道昭      | 京田誠一      | 6A-1015 S9A-1020 |

### 專輯

#### 原創專輯
※全編曲：萩田光雄
- SIDE A

1. 作詞：康珍化（日语：康珍化），作曲：林哲司
2. Sweet Heartbeat
作詞、作曲：澤近泰輔（日语：NSP (バンド)#メンバー）
3. 作詞：青木久美子，作曲：林哲司
4. 作詞：青木久美子，作曲：梅垣達志（日语：梅垣達志）
5. 作詞：鈴木博文（日语：鈴木博文），作曲：萩田光雄

- SIDE B

1. 作詞：康珍化，作曲：林哲司
2. 作詞：高橋修，作曲：萩田光雄
3. 作詞：SHOW（日语：SHOW (作詞家)），作曲：馬飼野康二
4. 作詞：康珍化，作曲：林哲司
5. Yes, Happy Days
作詞：中村貴之（日语：NSP (バンド)#メンバー）、吉澤久美子（日语：吉沢久美子），作曲：中村貴之

#### 精選專輯
| 枚數 | 發行日期 | 專輯名稱      | 規格編號  |
| ---- | -------- | ------------- | --------- |
| 1    |          | 2002年7月17日 | PCCA-1724 |
| 2    |          | 2007年9月19日 | PCCA-2544 |

### 商業搭配
| 樂曲 | 商業搭配              |
| ---- | --------------------- |
|      | 獅王『Ban16』廣告歌曲 |
|      | 鈴木『Sepia』廣告歌曲 |

## 書籍
- （1988年，扶桑社ISBN 4-594-00359-1
- （1988年，Scola（日语：スコラ））ISBN 4-88275-702-8

## 腳註

## 相關項目
- 堀越高等學校著名畢業生、在學生

## 外部連結
- Horipro官方網站的公開資料 （页面存档备份，存于） （日語）